# Miniatures olmeques

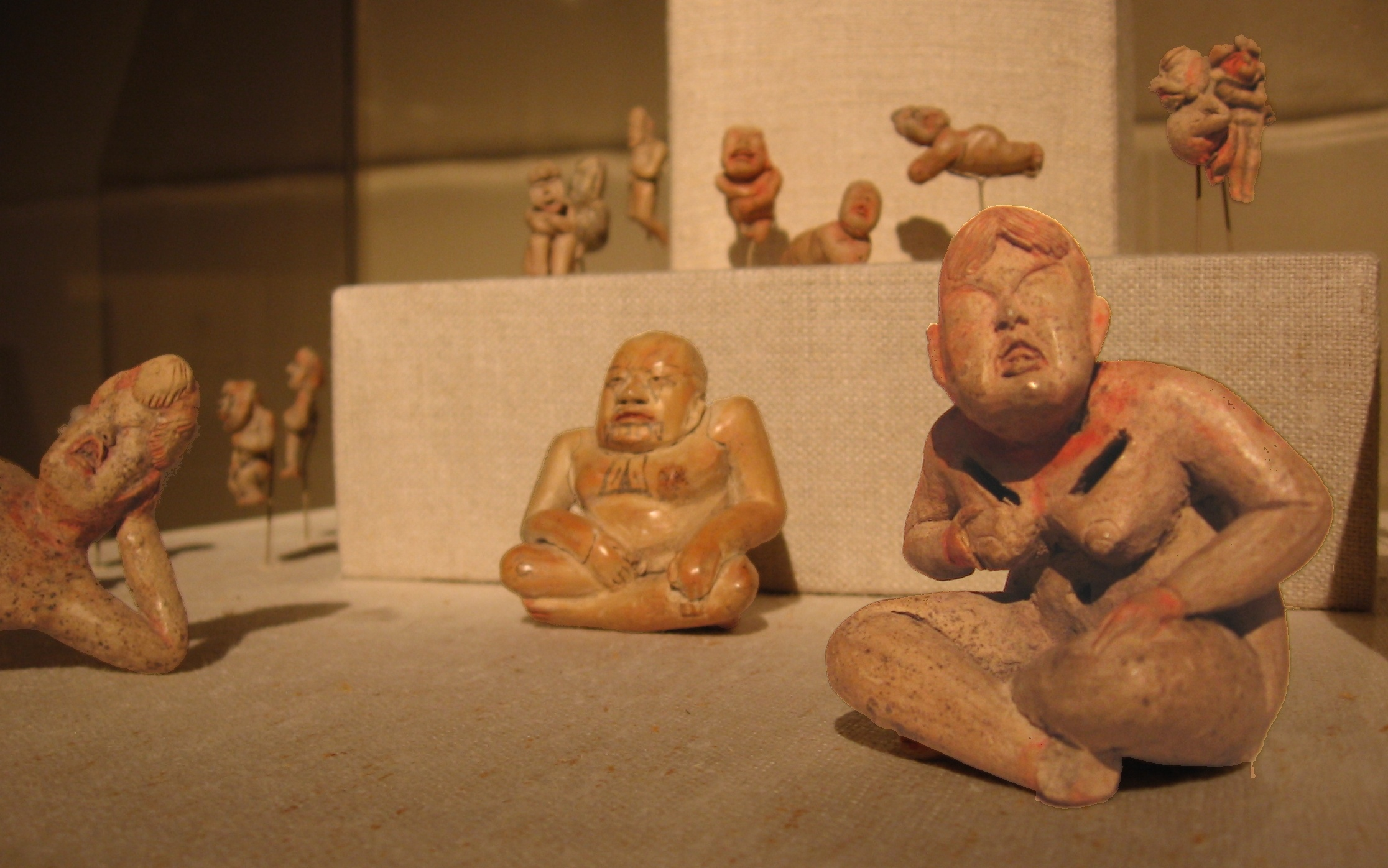
Una selecció de petites figures naturals olmeques del Metropolitan Museum of Art. El geperut al centre fa menys de 7 cm d'alt

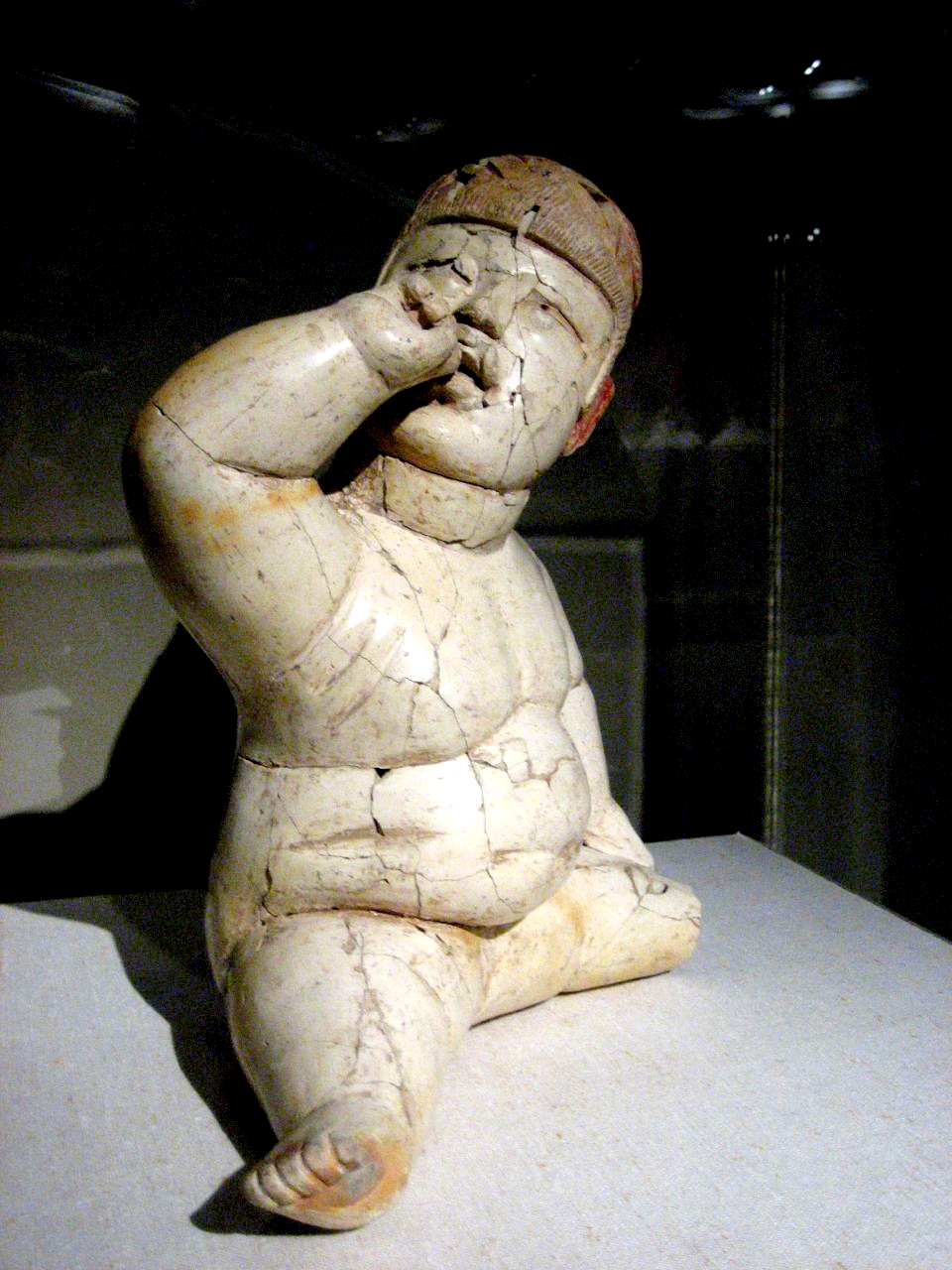
Una figura arquetípica "rostre de bebé" de Las Bocas

Les miniatures olmeques són una sèrie de figures petites arquetípiques produïdes pels habitants de Mesoamèrica durant el període preclàssic. Tot i que pot ser que moltes d'aquestes figures no les hagen produït els pobles del nucli olmeca, tenen les característiques i motius de la cultura olmeca. Malgrat que es desconeix el control que exerciren els olmeques sobre les zones més enllà del seu territori base, les figures del període preclàssic amb motius olmeques estaven molt difoses entre els segles 1000 a 500 ae, amb una consistència d'estil i temes al llarg de quasi tota Mesoamèrica.
En general es troben aquestes figuretes a la zona d'abocadors domèstics, en zones de farciment de construccions antigues, i en tombes (fora del territori olmeca), tot i que moltes figuretes d'estil olmeca, sobretot les d'estil Las Bocas o Xochipala, foren saquejades i no és possible establir-ne el lloc d'origen.
La majoria d'estauetes tenen un disseny simple, solen estar nues o amb un vestit mínim, i han estat modelades amb argila local. Gran part de les peces són fragments: cap, braç, tors, o una cama. Sembla, per la troballa de busts de fusta descoberts a El Manatí, que també eren tallades en fusta, però si fou així, cap no ens n'ha arribat.
Més durables i conegudes pel públic són les estatuetes tallades, amb certa habilitat, en jade, serpentina, roca verda, basalt, i altres minerals i roques.

## Miniatures de rostre de bebè
Les peces de "rostre de bebè són característiques de la cultura olmeca; s'han trobat de manera consistent en llocs on s'observa una influència olmeca, tot i que sembla que se'n troben quasi exclusivament en el període olmeca inicial i, per exemple, estan absents a La Venta.
És fàcil reconéixer aquestes figures de ceràmica pel cos rabassut, el rostre rodó propi d'un bebè, la boca corbada cap avall i ulls inflats i menuts. El cap sol tenir una lleu forma de pera, que semblaria una deformació craniana artificial. Sovint presenten un casquet al cap amb semblances als dels caps colossals olmeques. En general les figuretes de rostre de bebè estan nues, però no tenen genitals. Rares vegades els cossos presenten el grau de detall que se n'observa als rostres.
Aquestes estatuetes solen fer entre 25 i 35 cm d'alt i estan polides en to blanc o crema. Molt difícilment es troben en un context arqueològic.
L'arqueòleg Jeffrey Blomster divideix les peces de rostre de bebè en dos grups segons les seues característiques: les del Grup 1 són més afins als objectes olmeques de la costa del golf de Mèxic. Les del Grup 2 són més esveltes, no tenen la cara grossa o el cos rodó, i els cossos són més llargs en proporció amb els caps.
Per la gran quantitat de figuretes de rostre de bebè que s'han trobat, no hi ha dubte que tenien un rol social molt especial en la cultura olmeca, però se'n desconeix què representaven. Michael Coe afirma: "Un dels grans enigmes de la iconografia olmeca és la naturalesa i significat dels bebès grans i buits de ceràmica blanca".

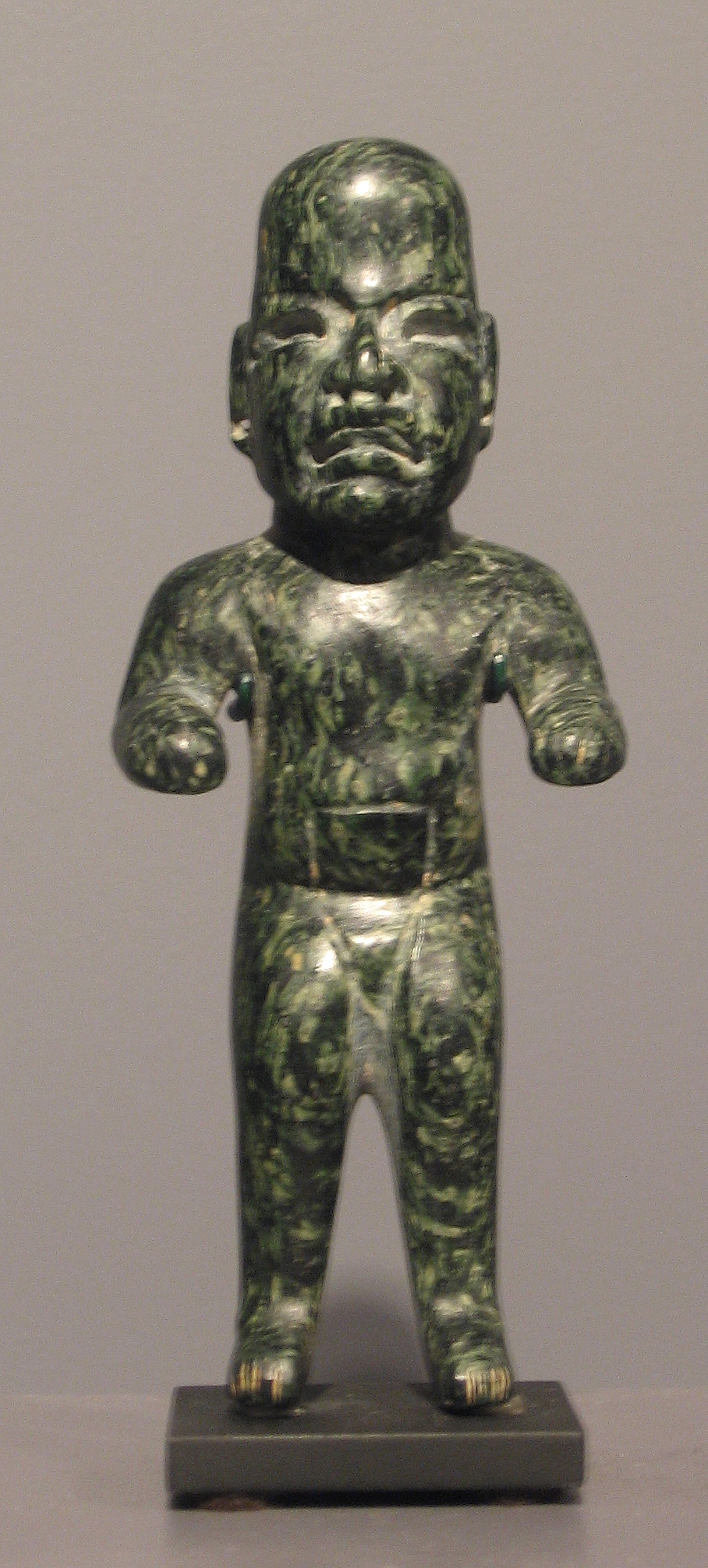
Una figureta d'un "home esvelt", serpentina verda fosca. Originàriament tenia incrustacions de pedres, absents en l'actualitat, als ulls, orelles, nas i boca